# البراق (الطفة)

تعديل مصدري - تعديل

البراق هي إحدى قرى عزلة آل عبد الله وآل هشام بمديرية الطفة التابعة لمحافظة البيضاء، بلغ تعداد سكانها 188 نسمة حسب تعداد اليمن لعام 2004.